# Денисоф, Алексис
Алексис Денисоф (англ. Alexis Denisof; род. 25 февраля 1966) — американский актёр. Известность получил по роли Уэсли Уиндема-Прайса в телесериале «Баффи — истребительница вампиров» и спин-оффе «Ангел».

## Биография
Денисоф родился в Солсбери, Мэриленд. Имеет русские, французские и ирландские корни. Когда ему было три года семья переехала в Сиэтл, штат Вашингтон. После окончания школы Святого Павла в Конкорде, Нью-Гэмпшир, Денисоф переехал в Великобританию, где жил и работал в течение трёх лет. Когда Алексис впервые приехал в Калифорнию, то некоторое время он жил у актёра Теда Дэнсона и его жены Мэри Стинберджен. За три недели до премьеры пятого сезона «Ангела» Денисофа поразил паралич Белла, в результате чего у него была парализована левая сторона лица. Через некоторое время он вылечился.

## Карьера
В 1991 году Денисоф был режиссёром спектаклей «Гамлет», «Ромео и Джульетта» и «Душа тёмной ночи». Первой его телевизионной работой стал клип Джорджа Харрисона на песню «Got My Mind Set on You». Далее он сыграл эпизодическую роль в фильме «Первый рыцарь», вместе с Шоном Коннери и Ричардом Гиром.
Денисоф появился с Шоном Бином в трёх эпизодах телесериала «Шарп», в роли лорда Россендейла. В 1999 году он сыграл помощника Руперта Джайлза в телесериале «Баффи — истребительница вампиров».
Персонаж Денисофа появляется как эпизодический герой в первых 10 эпизодах «Ангела». Начиная с 11 эпизода он становится постоянным героем телесериала. В общей сложности Денисоф сыграл в 100 из 110 серий «Ангела».
Алексис Денисоф был среди 200 кандидатов на роль Джеймса Бонда в фильме «Казино „Рояль“», но проиграл Дэниелу Крейгу. В начале 1990-х годов он пробовался на главную роль в телесериале «Горец».
В 2008 году Денисоф появляется в роли Дэниела в эпизоде 2 сезона телесериала «Частная практика».
В 2009 году в Сан-Диего режиссёр Джосс Уидон подтвердил готовность Алексиса Денисофа присоединиться к актёрскому составу телесериала «Кукольный дом». Позднее актёр сыграл там в 5 эпизодах сенатора Дэниэла Перрина.
В 2009 году Денисоф был утверждён на роль Байрона Монтгомери в сериале Милые обманщицы, на основе романа Сары Шепард. В апреле 2010 года было объявлено, что его место займёт Чад Лоу.

## Личная жизнь
С 11 октября 2003 года Алексис Денисоф женат на актрисе Элисон Ханниган, известной по роли Уиллоу Розенберг в «Баффи». Супруги проживают в Санта-Монике. 24 марта 2009 года, в день рождения актрисы, у пары родилась дочь, Сатьяна Мари Денисоф. 23 мая 2012 года родилась вторая дочь Кива Джейн Денисоф.

## Фильмография
| Кино             | Кино                               | Кино                                             | Кино                                                                |
| Год              | Фильм                              | Роль                                             | Примечание                                                          |
| ---------------- | ---------------------------------- | ------------------------------------------------ | ------------------------------------------------------------------- |
| 1989             | История убийства                   | Тони                                             |                                                                     |
| 1991             | Снег и огонь                       | Дэвид                                            |                                                                     |
| 1992             | Дорога на Дакоту                   | Джейкоб                                          |                                                                     |
| 1995             | Невинная ложь                      | Кристофер Вуд                                    |                                                                     |
| 1995             | Первый рыцарь                      | Сэр Гахерис                                      |                                                                     |
| 1996             | Верный                             | Эд Фокс                                          |                                                                     |
| 1998             | Злоключения Маргарет               | Джордж                                           |                                                                     |
| 1999             | Аферист                            | Фернандо                                         |                                                                     |
| 2001             | За пределами города                | Юрий                                             |                                                                     |
| 2002             | Тарзан и Джейн                     | Найджел Тейлор                                   | Озвучивание                                                         |
| 2012             | Мстители                           | Повелитель Читаури/Другой                        |                                                                     |
| 2014             | Стражи Галактики                   | Повелитель Читаури/Другой                        |                                                                     |
| Телевидение      |                                    |                                                  |                                                                     |
| Год              | Название                           | Роль                                             | Примечание                                                          |
| 1994             | Ромео и Джульетта                  | Тибальт                                          | Телевизионный фильм                                                 |
| 1994             | Фейт                               | Джоэль                                           | Телевизионный фильм                                                 |
| 1994             | Солдат, солдат                     | Боб                                              | Эпизод: Proud Man                                                   |
| 1997             | Криминальное путешествие           |                                                  | Эпизод: Fashion Shoot                                               |
| 1997             | Месть Шарпа                        | Лорд Джон Россендейл                             |                                                                     |
| 1997             | Юстиция Шарпа                      | Лорд Джон Россендейл                             |                                                                     |
| 1997             | Ватерлоо Шарпа                     | Лорд Джон Россендейл                             |                                                                     |
| 1997             | Враждебные воды                    | Джон Бейкер                                      | Телевизионный фильм                                                 |
| 1997             | Горец                              | Стив Баннер                                      | Эпизод: Diplomatic Immunity                                         |
| 1998             | Полицейский-призрак                | Ион                                              | Пилотный эпизод                                                     |
| 1998             | Орчард Уоллс                       | Деннис                                           | Телевизионный фильм                                                 |
| 1999             | Ноев ковчег                        | Хам                                              | Телевизионный фильм                                                 |
| 1999             | Баффи — истребительница вампиров   | Уэсли Уиндем-Прайс                               | 9 эпизодов                                                          |
| 1999-2004        | Ангел                              | Уэсли Уиндем-Прайс                               | 100 эпизодов; кинопремия Сатурн (номинация)                         |
| 2000             | Ренделл и Хоркирк                  | Ричард Шелли                                     | Эпизод: Paranoia                                                    |
| 2001             | Бэтмен будущего                    | Зендер                                           | Озвучивание                                                         |
| 2001             | Легенда Тарзана                    | Генри                                            | Озвучивание                                                         |
| 2006             | Неограниченная лига справедливости | Мастер                                           | Озвучивание                                                         |
| 2006, 2011       | Как я встретил вашу маму           | Сэнди Риверс                                     | Эпизод                                                              |
| 2008             | Частная практика                   | Дэниел                                           | Эпизод: Serving Two Masters                                         |
| 2009             | Кукольный дом                      | Сенатор Дэниел Перрин                            | Эпизоды: Vows, Instinct, Belle Chose, The Public Eye, The Left Hand |
| 2010             | Милые обманщицы                    | Байрон Монтгомери                                | Пилотный эпизод                                                     |
| 2013—-2015       | Гримм                              | Принц Виктор Клодвиг цу Шелльдорф фон Кенигсберг | 3 сезон — 8 серий; 4 сезон — 9 серий                                |
| 2014—-2015       | В поисках Картер                   | Дэвид Уилсон                                     | 36 эпизодов                                                         |
| 2018             | Леденящие душу приключения Сабрины | Адам                                             | Второй сезон                                                        |
| 2019-наст. время | Наследие                           | Руперт Вардемус                                  | 2-4 сезоны                                                          |